# Katarzyna Górniak
Katarzyna Górniak (ur. 30 września 1986) – polska brydżystka, Mistrz Krajowy (PZBS).

## Wyniki brydżowe

### Zawody europejskie
W rozgrywkach europejskich uzyskała następujące rezultaty:
| Europejskie Młodzieżowe Mistrzostwa Par | Europejskie Młodzieżowe Mistrzostwa Par | Europejskie Młodzieżowe Mistrzostwa Par     | Europejskie Młodzieżowe Mistrzostwa Par | Europejskie Młodzieżowe Mistrzostwa Par | Europejskie Młodzieżowe Mistrzostwa Par |
| Rok                                     | Miejsce                                 | Zawody                                      | Kategoria                               | Partner                                 | Pozycja                                 |
| --------------------------------------- | --------------------------------------- | ------------------------------------------- | --------------------------------------- | --------------------------------------- | --------------------------------------- |
| 2010                                    | Abacja                                  | 10. Europejskie Młodzieżowe Mistrzostwa Par | Dziewczęta                              | Urszula Kędzierska                      | 10                                      |
| 2008                                    | Wrocław                                 | 9. Europejskie Młodzieżowe Mistrzostwa Par  | Dziewczęta                              | Urszula Kędzierska                      | 13                                      |

### Zawody akademickie
W rozgrywkach akademickich uzyskała następujące rezultaty:
| Akademickie Mistrzostwa Europy | Akademickie Mistrzostwa Europy | Akademickie Mistrzostwa Europy    | Akademickie Mistrzostwa Europy | Akademickie Mistrzostwa Europy | Akademickie Mistrzostwa Europy |
| Rok                            | Miejsce                        | Zawody                            | Team                           | Pozycja                        |                                |
| ------------------------------ | ------------------------------ | --------------------------------- | ------------------------------ | ------------------------------ | ------------------------------ |
| 2011                           | Warszawa                       | 2. Akademickie Mistrzostwa Europy | Warszawa 2                     | 3                              |                                |
| 2009                           | Abacja                         | 1. Akademickie Mistrzostwa Europy | Warszawa 3                     | 13                             |                                |